# Qingdao Clipper
I Qingdao Clipper sono stati una squadra di football americano di Tsingtao, in Cina, fondata nel 2016 e chiusa nel 2018.

## Dettaglio stagioni

### Tornei nazionali

#### Campionato

##### CAFL
| Stagione | regular season | regular season | regular season | regular season | regular season | regular season | playoff | playoff | playoff | playoff | playoff | playoff    | playoff       |
|          | Vin            | Par            | Per            | Tot            | PF             | PS             | Vin     | Per     | Tot     | PF      | PS      | risultato  | avversaria    |
| -------- | -------------- | -------------- | -------------- | -------------- | -------------- | -------------- | ------- | ------- | ------- | ------- | ------- | ---------- | ------------- |
| 2016     | 3              | 0              | 2              | 5              | 205            | 204            | 0       | 1       | 1       | 34      | 35      | China Bowl | Beijing Lions |
| Totale   | 3              | 0              | 2              | 5              | 205            | 204            | 0       | 1       | 1       | 34      | 35      |            |               |

Fonti: Enciclopedia del Football - A cura di Roberto Mezzetti